# Ханагях (Исмаиллинский район)
Ханагях (азерб. Xanagah) — село в Исмаиллинском районе Азербайджана. 

## География
Расположено на реке Ахохчай, к северу от районного центра Исмаиллы.

## Этимология
Hазвание села в одном из значений означает — «пристанище дервишей». Топоним распространён и в других регионах Азербайджана.

## История
В материалах посемейных списков на 1886 год, отмечается Ханаге, II Лагичского участка Гёкчайского уезда Бакинской губернии. В селении в 12 дымах проживало 77 жителей обозначенных как таты-сунниты, и все из них являлись крестьянами на владельческой земле.

## Население
Согласно данным издания «Административное деление АССР», подготовленным в 1933 году Управлением народно-хозяйственного учёта Азербайджанской ССР (АзНХУ), по состоянию на 1 января 1933 года Ханагя входило в Топчинский сельсовет Исмаиллинского района Азербайджанской ССР. В селе проживало 110 человек в 26 хозяйствах, среди которых было 60 мужчин и 50 женщин. Национальный состав сельсовета к которому относилось село Ханагя, состоял преимущественно из тюрок (азербайджанцев) — 79%.

## Достопримечательности
В селе, на вершине горы располагаются остатки средневековой крепости «Гыз галасы» (Девичья  башня).